# Bettino Craxi
Benedetto „Bettino” Craxi (Milánó, 1934. február 24. – Hammámet (Tunézia), 2000. január 19.) olasz politikus.

## Élete
Milánóban született, a helyi és az Urbinói Egyetemen diplomázott. 1976–1993 között az Olasz Szocialista Párt (PSI) főtitkára, s közben Olaszország miniszterelnöke volt 1983 és 1987 között. Ő volt a PSI első olyan tagja, aki háromszor is országa miniszterelnöke volt. Ő vezette az Olasz Köztársaság harmadik leghosszabb ideig fennálló kormányát. Az úgynevezett Első Köztársaság egyik legbefolyásosabb és legkiemelkedőbb politikusaként tartják számon. Craxi kormányát és pártját Silvio Berlusconi későbbi miniszterelnök, médiamágnás, Craxi személyes barátja is támogatta.
Craxit szoros kapcsolatok fűzték az európai baloldal számos vezetőjéhez, köztük François Mitterrandhoz, Felipe Gonzálezhez, Andréasz Papandréuhoz Nicolae Ceaușescuhoz és Mário Soareshez, így az ún. „mediterrán” vagy dél-európai szocializmus egyik legfontosabb képviselője volt. Támogatói különösen külpolitikáját dicsérték, határozott és gyakran az Egyesült Államokkal folytatott konfrontációit olyan kérdésekben, mint Palesztina és a terrorizmus. Szoros kapcsolatot tartott fenn arab szocialista kormányokkal.

## Az ellene folyt vizsgálat
Egyik célpontja volt a Mani pulite (Tiszta Kezek) ügyészségi csoport által Milánóban folytatott nyomozásoknak, amelyek folytán végül elítélték korrupció és a PSI illegális finanszírozása miatt. Mindig visszautasította a korrupciós vádakat, ugyanakkor beismerte az illegális finanszírozást, amely pártja költséges politikai tevékenységeit lehetővé tette, miközben a PSI pénzügyileg kevésbé volt olyan erős, mint a két nagyobb konkurens párt, a kereszténydemokraták és a kommunisták.

## Halála
A Tangentopoli-ügy folytán, 1994. április 15-én felfüggesztették a mentelmi jogát. Május 12-én bevonták az útlevelét is a hatóság előli szökés megelőzésére, de későn, mert Craxi május 18-án már Tunéziába szökött. 1995. július 21-én hivatalosan is önkéntes száműzetésbe vonult, s csaknem 66 évesen, cukorbetegség következtében ott is hunyt el 2000 elején.

## Érdekesség
Testméretei miatt ellenfelei gyakran illették az il Cinghialone („A nagy vaddisznókan”) névvel, amelyet régi szövetségese és egyben ellenfele, Giulio Andreotti kereszténydemokrata vezető adott neki.

## Fordítás
- Ez a szócikk részben vagy egészben  a   Bettino Craxi című afrikaans Wikipédia-szócikk ezen változatának fordításán alapul.  Az eredeti cikk szerkesztőit annak laptörténete sorolja fel. Ez a jelzés csupán a megfogalmazás eredetét és a szerzői jogokat jelzi, nem szolgál a cikkben szereplő információk forrásmegjelöléseként.